# Minhas Mãozinhas
Minhas Mãozinhas é o quinto álbum de estúdio do Grupo Logos, lançado em 1986.
É o primeiro e único disco da banda com canções dedicadas ao público infantil. As músicas, em grande parte, foram escritas e gravadas pelos vários integrantes da banda. A faixa-título foi regravada pelo vocalista do Novo Som, Alex Gonzaga.

## Faixas
1. "O trenzinho"
2. "Depois do Inverno"
3. "Equilíbrio"
4. "O Amigo Melhor"
5. "Dorme em paz"
6. "Honrar"
7. "O Grande Deus"
8. "Unidade"
9. "Canção de Amor"
10. "Minhas Mãozinhas"